# コントルダンス
コントルダンス（フランス語: contredanse）は、17世紀から18世紀にかけてヨーロッパ大陸（主にフランス）で流行した舞曲の1つ。

## 音楽
17世紀末にフランス宮廷に紹介された。イギリスの「カントリー・ダンス」を起源とし、男女がグループになって対面して踊るため、日本語では「対舞曲」などとも訳される。一部の音楽解説書には「田園舞曲」と訳されている場合もあるが、これは元の「カントリー・ダンス」をイギリスの田園地帯で農民によって踊られた民族舞踊と解釈したためである。しかし、17世紀の「カントリー・ダンス」は既にイギリスの農民以外の階層でも踊られたため、この訳は一面的な解釈であると言わざるを得ない。楽曲は殆どが急速な2拍子系で、8小節周期の反復を特徴とする。ただし、後述する通り、コントルダンスは他の舞曲のステップが取り入れられることがあるため、メヌエットのような3拍子系の曲も存在する。

## 舞踊
男女のペアが順番にパートナーを交換していき、グループの全員に当たるようにする集団舞踊である。踊る順序は身分の高い者から順番に踊っていくのが通例である。例えば、宮廷舞踏会では、王と王妃が最初に踊り、次に王子と王女、そして身分の高い貴族へと続いていく。上記のように、コントルダンスは踊りの形態を指すものであり、メヌエットのような他の舞曲のように、決められたステップが存在するわけではない。コントルダンスは、例えばガヴォットやメヌエット等の舞曲のステップによって踊られる。つまり、コントルダンスはメヌエット等と比べ、より広義の意味の「舞曲」であると解釈することができる。
　＃コントルダンスの中の舞曲：モーツァルトの「2つのカドリーユ」K.463(448c)は第1曲がメヌエットになっている。また、モーツァルトの「4つのコントルダンス」K.101(250a)は第1曲がガヴォットになっており、曲の中にガヴォットのステップ（パ・ド・ガヴォット）で踊ることができる箇所が複数見られる。
フランスで発展した四角形のフィギュアを形成するものは、後にカドリーユと呼ばれるようになる。

## 主な曲
- モーツァルト
  - ハ長調「戦闘」K.535 (1788年)
  - ハ長調「英雄コーブルクの勝利」K.587 (1789年)
- ベートーヴェン
  - 12のコントルダンス (1795-1802年、第7曲は後にバレエ音楽「プロメテウスの創造物」や交響曲第3番「英雄」に転用されている)

などがある。特にモーツァルトはダンスが好きなことでも知られ、ザルツブルクやヴィーンで開催された家庭舞踏会に踊り手として参加している。また、彼は数多くのメヌエット・ドイツ舞曲・コントルダンスを作曲している。コントルダンスではいくつかの作品に作曲者自身が表題を付けているのが特徴である。